# Ibai Azurmendi
Ibai Azurmendi Sagastibeltza, né le 11 juin 1996 à Leitza, est un coureur cycliste espagnol. Il évolue au sein de l'équipe Euskaltel-Euskadi.

## Biographie
En 2015, Ibai Azurmendi rejoint la Fundación Euskadi-EDP. Il y retrouve à cette occasion Jorge Azanza, directeur sportif de l'équipe, qui l'a formé dès les catégories de jeunes dans le Burunda. Doté d'un petit gabarit (1,64 m), il se définit comme étant un grimpeur. 
En 2017, il devient notamment champion de Navarre dans la catégorie espoirs (moins de 23 ans). L'année suivante, la Fundación Euskadi devient une équipe continentale. Ibai Azurmendi y devient coureur professionnel.
Son début de saison 2021 est perturbé par divers problèmes de santé. Une chute au cours d'un entraînement lui cause une fracture à une clavicule en mai 2022.

## Palmarès et résultats

### Palmarès par année
- 2016
  - 3e du Circuito de Pascuas
- 2017
  - Champion de Navarre sur route espoirs
  - 3e de la Goierriko Itzulia

### Résultats sur les grands tours

#### Tour d'Espagne
1 participation
- 2022 : 86e

### Classements mondiaux
| Année           | 2018   | 2019   |
| --------------- | ------ | ------ |
| UCI Europe Tour | 1 180e | 1 841e |